# Tatiana Fuentes Sadowski
Tatiana Katiuska Fuentes Sadowski (geboren 1981 in Lima) ist eine peruanische Filmregisseurin. Sadowski lebt in Lima und in Paris.

## Leben
Fuentes Sadowski hat Unterschiedliches ausprobiert: Sie begann zunächst mit Inszenierung und Tanz, wechselte dann zum Theater, später zur Performance und etabliert sich derzeit im Bereich Video und Film. Ihre Arbeiten wurden unter anderem auf dem alle zwei Jahre stattfindenden VideoAKT-Festival Loop Barcelona, bei den Begegnungen des Hemispheric Institute of Performance and Politics in Buenos Aires und Lima, bei den 59. Internationalen Kurzfilmtagen Oberhausen, dem Courtisane Festival in Gent, dem L'Alternativa Festival Independent de Barcelona und den 25. Rencontres de cinéma latino de Toulouse gezeigt.

## Ausstellungen
2015 nahm Sadowski mit einem Videobeitrag an der Ausstellung Panoramas do Sul – Obras Selecionadas in São Paulo mit internationalen Künstlern teil. 2018 war sie mit acht anderen Videokünstlerinnen und -künstlern an der von Violeta Janeiro Alfageme kuratierten Ausstellung Una verdad sospechosa (Eine verdächtige Wahrheit) in Madrid beteiligt.

## Filmografie
Im Rahmen der 75. Internationalen Filmfestspiele Berlin 2025 wurde in der Sektion Forum der Dokumentarfilm Sadowskis La memoria de las mariposas uraufgeführt. Darin spürt Tatiana Fuentes Sadowski den beiden Indigenen Omarino und Aredomi nach, die um 1900 nach London gebracht wurden, um sie zu „zivilisieren“. Sie montiert die wenigen Archivbilder der beiden zusammen mit Aufnahmen über den Kautschukhandel, mit Interviews der Nachfahren und dem indigenen Aktivismus heute.

## Auszeichnungen
La memoria de las mariposas
- 2025: Lobende Erwähnung bei der Verleihung des Berlinale Dokumentarfilmpreises im Rahmen der 75. Internationalen Filmfestspiele Berlin
- 2025: FIPRESCI-Preis der Internationalen Filmfestspiele Berlin